# Elekes Miklós
Elekes Miklós (született Edelstein) (Óbecse, 1897. szeptember 3. – Kolozsvár, 1947. december 15.) magyar ideggyógyász orvos, orvoslélektani szakíró.

## Életútja
Felsőfokú tanulmányait Budapesten kezdte, mint medikus a kommün idején az ifjúmunkás mozgalom tevékeny részese volt. Tanulmányait Bécsben folytatta s Kolozsvárt fejezte be, ahol 1921-től 1928-ig az egyetem elmegyógyászati klinikájának tanársegédje, majd a Zsidó Kórház ideggyógyász főorvosa lett. 1944-ben deportálták, visszatérve orvosi gyakorlatot folytatott. 1947-ben a kolozsvári ideg-elmegyógyászati intézet tiszteletbeli adjunktusa.

## Munkássága
Számos ideggyógyászati és idegszövettani munkája jelent meg hazai, valamint külföldi folyóiratokban, így az Archives de Neurologie, Archives de Neuropsyhiatrie, L'Encéphale, L'Art Médicale, Revue de Endocrinologie, Annales de Médicines s más francia, valamint német szaklapok hasábjain. Főleg a szifilisz, az érelmeszesedés és az epilepszia kórszövettanát, a kiütéses tífusz idegrendszeri elváltozásait, a mikroglia kóros reakcióit kutatta; eredményeit az idegszövettani szakmunkák is idézik. Orvoslélektani, művészettörténeti írásait több hazai folyóirat, köztük a Korunk közölte, itt jelent meg 1936-ban I. P. Pavlov és a reflexológia című írása, mely nálunk először emelte ki a feltételes reflex általános biológiai jelentőségét és a pavlovi tanítás értékét. Az EME orvostudományi szakosztályának rendes előadója, a vándorgyűlések és évkönyvek munkatársa. Fordításában jelent meg A. Julov Pavlov és az agy rejtelmei című munkája (1949).